# Aut (periodico)
Aut è un periodico italiano a tematica gay. È stato pubblicato con frequenza mensile dal 1994 al 2011 e distribuito gratuitamente in locali, discoteche, librerie e associazioni gay e gay friendly, su tutto il territorio italiano, edito dal Circolo di cultura omosessuale Mario Mieli. Da giugno 2023 ha ripreso le pubblicazione, solo in formato digitale, con cadenza mensile.

## Storia
Fondato nel gennaio 1994 come bollettino informativo del Circolo Mario Mieli, negli anni ha affinato la sua veste grafica grazie al lavoro di Molly Coppini. A partire dal 1998 la rivista ha cambiato formato e si è rivolta al pubblico generale offrendo un punto di vista "rainbow" sulla realtà. Il punto di forza di Aut è di porsi come rivista generalista che si occupa di politica, di moda, di attualità, di cultura, di musica, di stile LGBT o LGBT-friendly, non mancando di commentare la realtà eterosessuale ma sempre da dietro lenti "rainbow". Al contrario di quasi tutte le altre riviste di settore GLBT italiane, Aut si è distinta sin dalla sua nascita per accettare solo annunci pubblicitari di ditte non collegate col mercato della pornografia, in questo ispirandosi a modelli americani e europei come The Advocate, Zero, Diva e il suo omofono Out.
Sin dai primi numeri la rivista ha funzionato come trampolino di lancio per numerose firme storiche del giornalismo o della cultura italiana tra le quali: Daniele Cenci, Massimo Consoli, Federico d'Agostino, Sciltian Gastaldi, Francesco Gnerre, Vincenzo Ianniello, Ennio Meloni, Alessandro Michetti, Egizia Mondini, Rosario Morabito, Maria Paulucci, Andrea Pini, Luca Ragazzi, Francesco Paolo Del Re, Luca de Santis, Andrea Maccarrone e Claudio Rossi Marcelli.
Il mensile si rivolge alla comunità LGBT con un'ampia sezione di cronaca italiana ed estera, inchieste e rubriche su internet, libri, cinema, musica, fumetti, moda, stile, teatro, arte, poesia e una guida alla Roma LGBT.
Le pubblicazioni di Aut sono state sospese a luglio 2011 per volontà del direttivo del Circolo Mario Mieli. A giugno del 2023  sono riprese le pubblicazioni, solo in formato telematico, con cadenza mensile e una redazione rinnovata. Il direttore della prima incarnazione è stato Gabriele Bonincontro, la caporedattrice centrale Egizia Mondini e il segretario di redazione Stefano Mastropaolo. Attualmente il direttore della versione online è Egizia Mondini.